# Dominique Moceanu
Dominique Moceanu (née le 30 septembre 1981 à Hollywood, Californie) est une gymnaste artistique américaine. 

## Biographie
Elle remporte notamment avec les États-Unis la médaille d'or par équipe aux Jeux olympiques d'Atlanta en 1996.
En juillet 1998, elle remporte également le titre toutes catégories aux Jeux de l'amitié.